# دينابسولين
دينابسولين (بالإنجليزية: Dinapsoline)‏ هو دواءٌ تم تطويره لعلاج داء باركنسون، ويعمل ناهضًا انتقائيًّا كاملًا على مستقبل الدوبامين D1.